# Sigbrit Willoms

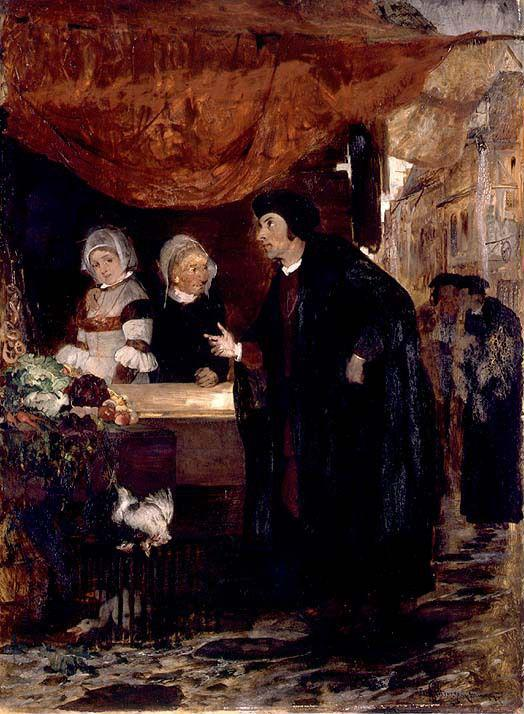
Sigbrit (mitten) och Dyveke som Eilif Peterssen föreställde sig dem 1876.

Sigbrit Villoms  eller Villums, var en holländsk köpman och dansk politiker, mor till Dyveke Sigbritsdatter som i sin tur var mätress åt Kristian II. Hon var politisk rådgivare och fungerade som finansminister åt Kristian II mellan 1519 och 1523.

## Biografi
Sigbrit Willoms kom från Amsterdam och flyttade till Bergen i Norge 1507. Hennes dotter blev Kristians mätress och de flyttade år 1513 med honom till Köpenhamn. 
Efter dotterns död 1517 räknades hon som Kristians främsta rådgivare. Hon blev föreståndare för prins Hans hov och hushållare för drottningens hov, fick titeln Mor Sigbrit och ansvaret för statsfinanserna som informell minister. Nästan alla inkomster och utgifter i Danmark passerade genom hennes händer. Otaliga dokument och kvitton vittnar än idag om hennes arbete. Hon ingrep också i många andra regeringsfrågor, men om hennes bakgrund visste ingen mycket.
Det sades att Kristian knappt fattade några viktiga beslut utan att först rådgöra med henne. Militära befälhavare skrev till henne om frågor som utrustning av krigsskepp när kungen inte var närvarande. Andra högt uppsatta ämbetsmän från alla tre rikena sökte hennes gunst och överöste henne med smicker och gåvor. Utländska regeringar följde exemplet och deras sändebud underlät inte att uppvakta henne.
År 1522 införde hon en lag om bostadshygien, där borgarna förelades att rengöra sina hus varje vecka. Som borgare företrädde hon borgarnas intressen och var impopulär bland adeln. Kungen påstods ha varit rädd för Sigbrits skarpa tunga och ha blivit kallad "dumbom" och andra öknamn.
Hon har betraktats som den som bar ansvaret för Stockholms blodbad. Hennes fiender spred även ut rykten om att hon var en häxa. Det sades att hon visste mer än vad hon borde kunna om den kanoniska lagen, och att kungen gjorde vad hon ville så snart han befann sig inom tio mil från henne.         
År 1523 följde hon Kristian i landsflykt till Nederländerna. Då Kristian bad kejsaren om hjälp för att återta sin tron, ställde denne kravet att Kristian skulle avstå från Willoms, vilket Kristian gick med på. Willoms vidare öden är obekräftade. År 1532 satt en kvinna som troddes vara Willoms fängslad för häxeri i Nederländerna; kejsaren ville få denna person avrättad, men det är okänt om hon också blev det.